# 塔山遗址
29°28′53.1″N 121°52′46.6″E / 29.481417°N 121.879611°E
塔山遗址是浙江省象山县境内的一处考古遺址，位于丹东街道塔山东南坡，面积3万平方米。发掘显示，遗址早期属于新石器时代，晚期属于商周时期，主要遗存时间跨度从公元前4000年至公元前500年。其中，新石器时代早期文化具备河姆渡文化和马家浜文化的特征，中期与崧泽文化相近，晚期与良渚文化相近，商周时期文化形态则有马桥文化的特征。塔山遗址将学界对河姆渡文化分布的认知拓展到象山港，其体现的河姆渡文化和马家浜文化融合的特征在浙江省内较为罕见。2013年3月，塔山遗址被列入全国重点文物保护单位。

## 发现与发掘
塔山遗址发现于1987年年底。当时，象山中学学生励江一在塔山脚下一处工地旁发现带花纹的陶片，这些碎陶片可以拼接成一个陶罐。随后，励江一的指导教师胡朝胜将此事报告给象山县文管会办公室。1988年1月28日，文管会工作人员在此发现新石器时代遗存，并定名为塔山遗址。1989年4月，宁波市文物考古研究所对塔山遗址展开调查和试掘，发现遗址面积约15000平方米，同时确定遗址年代为新石器时代至商周时期。
1990年，由于计划建设广播电视差转台，浙江省文物考古研究所主持对塔山遗址展开抢救性发掘。此次发掘从1990年9月进行至12月，发掘面积460平方米，发现灰坑、房址和柱洞。在发掘柱洞的同时，发现多座竖穴土坑墓，墓圹及尸骨保存较为完整，出土陶器和玉器等随葬品。发掘成果于1991年公布，受到史学界和媒体的广泛关注。1993年3月至6月，为进一步获得遗址的信息，特别是墓葬群的信息，浙江省文物考古研究所对塔山遗址进行了第二期发掘。此次发掘在第一期发掘基础上向西、南方向扩大，发掘总面积250平方米，进一步揭示了墓葬的分布情况。
进入21世纪初，由于城市范围扩大，遗址上方的塔山路亟待扩建。经过国家文物局批准，浙江省文物考古研究所于2007年10月至2008年1月对塔山遗址进行第三期发掘。此次发掘地点位于20世纪90年代发掘区西南80米，面积1000平方米，发掘遗迹包括建筑、墓葬、灰坑、水井等，出土文物除新石器时代陶器、玉器外，还出土商周青铜箭镞、原始瓷等器物残片:4-5,12-14。

## 分期和发掘成果
塔山遗址的年代从新石器时代一直持续到唐宋时期，根据发现器物的层位和文化内涵，可将遗址分为新石器时代下、中、上层，商周时期和唐宋时期:16。

### 新石器时代下层

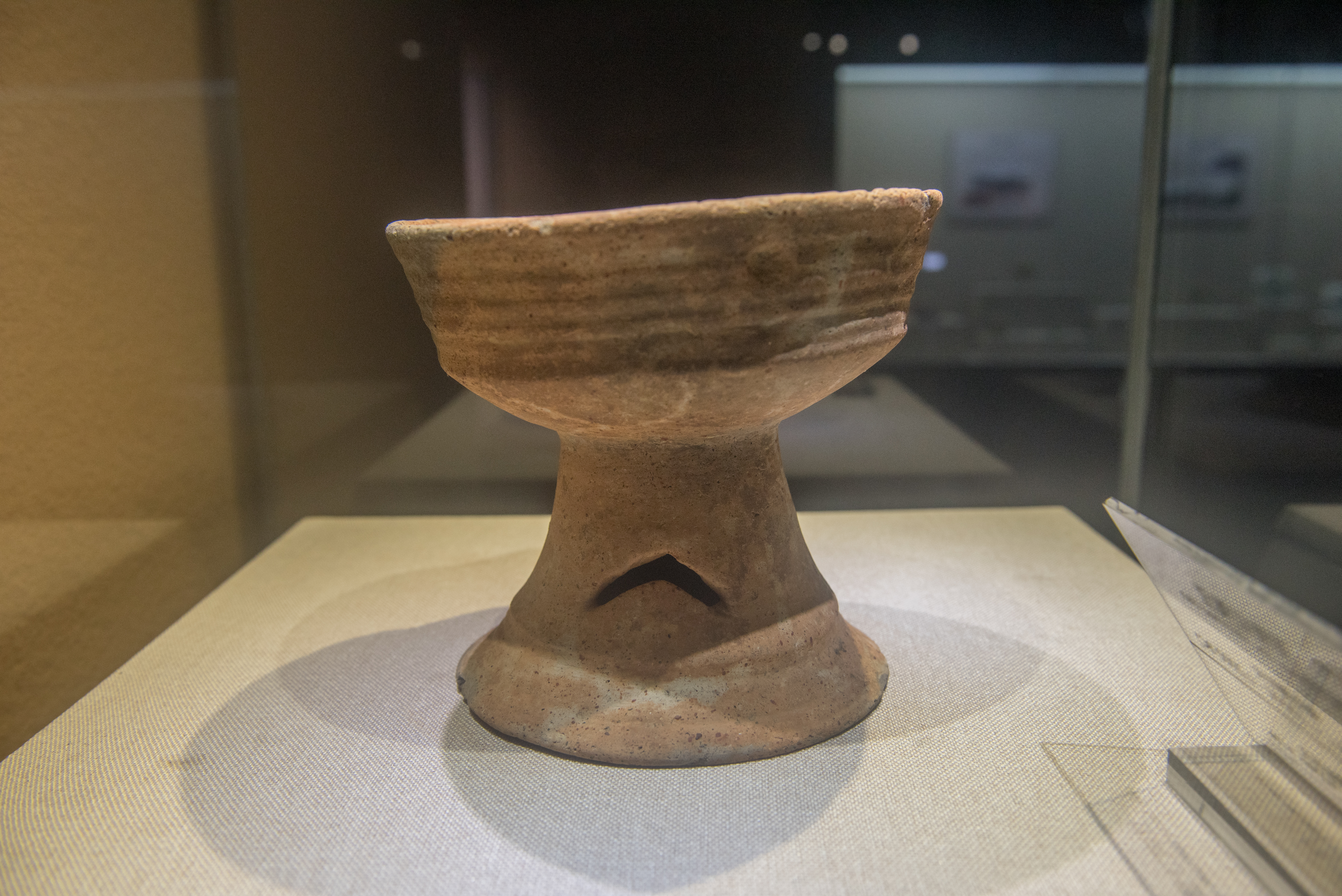
塔山遗址出土红陶豆

三次发掘中，在遗址新石器时代下层发现40座墓葬，为该期最主要的发现。墓葬均为竖穴土坑墓，存在叠压打破关系，证明墓地使用了较长时间。墓葬人骨保存一般，大多数为仰身直肢葬，仅有一座为屈肢葬，部分墓葬有人骨散乱或骨骼错置情形，应为二次葬所致。大部分随葬器物为陶器，少数为玉器或石器，存在人为打碎痕迹:17。人骨鉴定证明，墓地为成人墓地，死者大多为壮年，部分为青年或老年个体，无儿童:41。
该层遗址出土器物主要为陶器，石、玉器及骨、角器较少。陶器主要为夹砂陶，其次为夹碳陶，少部分为泥质陶，夹砂陶主要为夹砂红陶，夹碳陶外部则多涂红。器物使用泥条盘筑法制作，有慢轮修整痕迹，纹饰多为拍印绳纹，也有镂孔和弦纹等:53-54。数量最多的器型为釜，以红褐色带绳纹陶为主，其次为豆、鼎和釜支子，罐、钵、簋、甑等器物出现较少:56-83。石、玉器包含斧、锛、镞、刀、玉玦、玉管等器物，涵盖加工工具和装饰品，制作过程多应用切割、钻孔、抛光等技术。骨、角器则有骨耜、骨镞等，数量较少:83,89。
根据墓葬朝向和随葬器物，这些墓葬可分为三组。第一组多分布于墓区西南，墓葬朝向东偏南，随葬器物为陶豆。这些陶豆均为高柄泥制红陶，柄上有楔形或圆形孔洞，这些器物为马家浜文化的典型器物，也曾在河姆渡遗址三期、名山后遗址早期出现。第二组分布于墓区东北，墓葬朝东或东北，随葬器物为釜、盘、钵，其中的绳纹釜为河姆渡文化的典型器物。第三组墓葬数量不多，分布较散，出土器物为橙黄色夹砂罐和豆，足部有半圆形孔。年龄、性别与墓葬类型并不对应，墓葬类型的差异应与族属有关:91,18。

### 新石器时代中层
遗址新石器时代中层共发掘墓葬21座，其中20世纪90年代发掘墓葬15座，朝向均为东偏北，12座墓葬的墓坑为竖穴土坑墓，存在叠压打破关系。墓中人骨保存较差，且多存在骨骼散乱或缺失的现象。此外，有三座墓葬为合葬墓，一座为俯身葬。有随葬品的墓葬均随葬在足部:93-95。该时期墓葬区东侧发现一座房址，遗迹由红烧土墙、碎陶地面及室外的护坡组成，毁坏较为严重。根据墙体判断建筑朝南，东墙残长8米，北墙残长7.5米，均宽0.5米，东北残存两直角相交的隔墙，形成房间。地面为红烧土，北墙处有碎陶片铺成的地面，有多次铺成的痕迹。建筑南侧有倾斜护坡，由块石堆积而成，可起到防止雨水破坏房基的作用。护坡以南有四堆石圈:105。有墓坑的墓葬均朝向房址，三座未探明墓坑的墓葬则位于房址护坡上下，且墓中有石块。结合其他遗址中石圈的功能，房址可能是具备宗教功能的建筑，而护坡前后的死者可能为人牲:127,128。21世纪初发现的6座墓葬分布和墓内骨骼则均较为散乱，疑为二次葬:101。
该层中发现的器物主要为陶器，其中以夹砂红陶为主，泥质灰陶相比下层比例提高。陶器纹饰中，绳纹占20%，其余为堆纹、压划纹等。器型以釜和圈足盘为主，豆、罐、鼎、壶较少。陶釜多为明器，与实用器有较大差别，而实用陶釜与下层出土器物有承袭关系。泥质圈足盘的风格则与崧泽文化相近:108-123,126。玉石器较少，有锛、凿、玉管等:124-126。

### 新石器时代上层

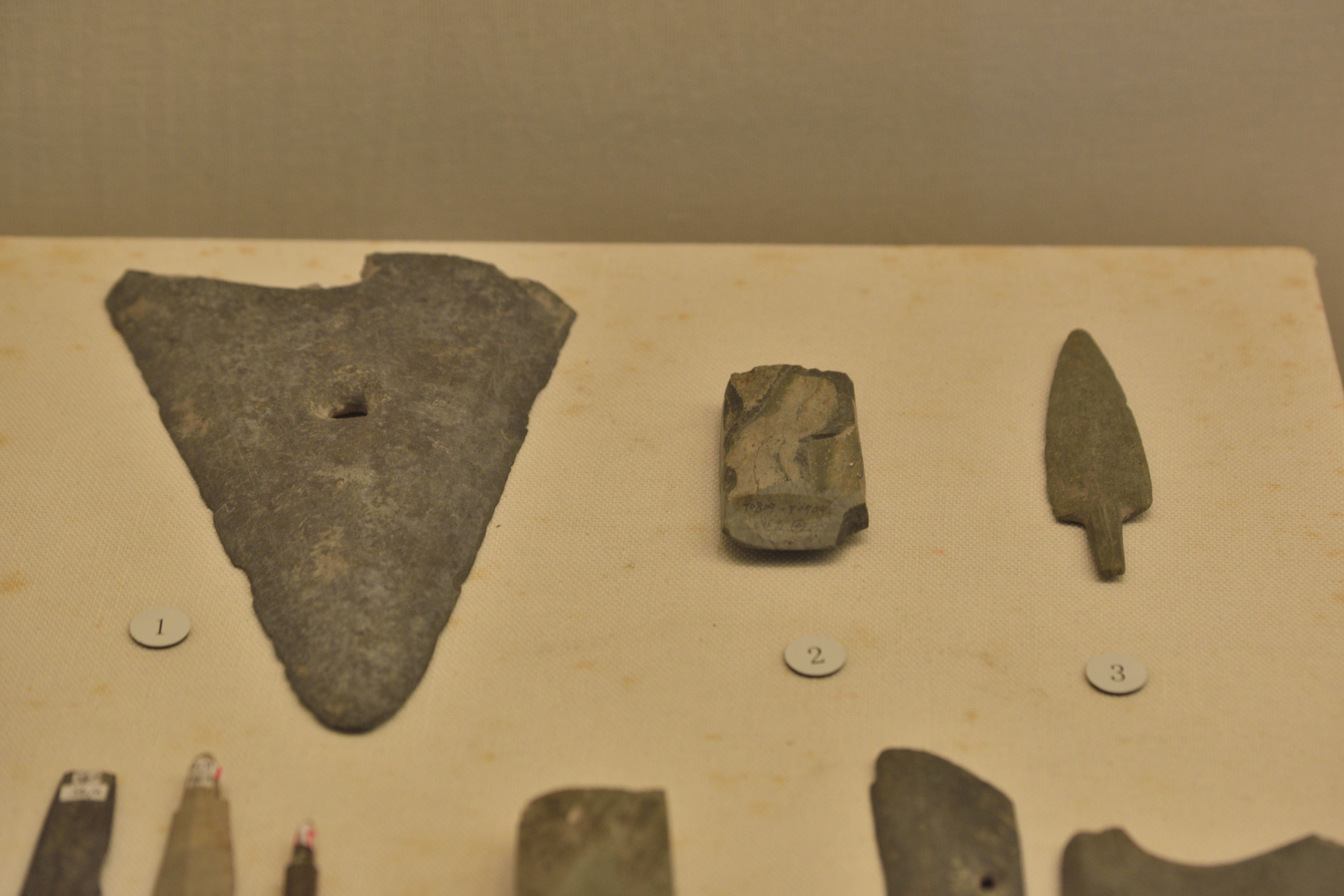
塔山遗址出土部分石器

遗址新石器时代上层发现的遗迹以灰坑、灰沟为主。墓葬4座，其中一座发现有木板构成的简单葬具:129-133。出土的陶器中，泥质黑皮陶较中层有明显增多，器型主要为鼎和圈足盘，盆、罐等其他器型较少。石器有锛、釜、耘田器、钺形器等:134-153。黑皮陶、耘田器为典型的良渚文化特征，出土陶鼎的鳍形足和条形足与钱山漾文化相近，而绳纹陶釜则延续了河姆渡文化的特征:160,161。

### 商周时期
遗址商周地层年代从商代中晚期至春秋战国时期:262。这一时期的遗迹有灰坑、水井、红烧土和柱洞等。墓葬仅发现一座，破坏较为严重。出土器物中则有陶器、玉石器和铜器。陶器中，夹砂陶器和泥质陶占到相当比例，出现印纹硬陶和原始瓷。陶器以轮制为主，硬陶和泥质陶分布有叶脉纹、节草纹等纹饰:162-175。部分陶器口沿等部位有刻划符号，共有21类105件，存在一定规律:185。器型上，夹砂陶釜仍为主要器型，硬陶罐数量也较多，其中包含3件带釉陶罐，其余器型有杯、纺轮、盘等:189-242。觚、豆、三足盘、弧面足鼎等器物的形态可在马桥遗址中找到对应:262。出土的玉石器则有石锛、石凿、石刀等。另有青铜器10余件出土，包括镞、戈、刀等武器及铜饰件:242-260。

### 汉代至唐宋时期
遗址汉代以后地层发现的遗迹包括灰坑6座，陶井1座。出土器物较少，有瓷碗、瓷壶、瓦当、石磨盘、铁剑、五铢钱、开元通宝等:263-273。

## 价值
塔山遗址的发现，将象山县境内有人类活动的历史认知从春秋战国时期前推到新石器时代，也将学界对河姆渡文化分布范围的认知拓展到象山港。新石器时代下层遗址中两种墓葬存在于同一墓地的现象说明马家浜文化族群在这一时期进入了原本属于河姆渡文化的活动地域，开始与河姆渡文化融合，并为后来该地域向良渚文化转化提供了基础。这也为解答河姆渡文化早期和晚期之间的差异和晚期文化性质问题提供了参照:283。遗址前期和后期生产工具从农耕到渔猎的变化对当地的海陆变迁历史提供了证据，遗址中的后良渚文化遗存和马桥文化遗存也具有研究价值:286。

## 保护和展示
塔山遗址于1997年成为浙江省文物保护单位，此时的保护范围为前期发掘区域周边15000平方米的范围。2013年3月，塔山遗址被列入第七批全国重点文物保护单位，保护范围包括原县级文物保护单位姚家山遗址，保护面积也扩大至30000平方米:6。遗址中出土的部分文物陈列于象山县博物馆。由于地处象山城区中心，城市建设和遗址保护时常发生冲突。遗址范围曾被房地产开发商看中，但开发计划并未得到同意。2010年，遗址上方计划建设塔山遗址公园，该公园于2018年6月开工。